# 巴塘海峡战役
巴塘海峡战役发生于1942年2月19日和20日夜间，是第二次世界大战太平洋战争中在荷属东印度群岛巴厘岛外巴塘海峡的一次海战，交战双方为美国-英国-荷兰-澳大利亚司令部（简称ABDA）和大日本帝国海军。在战役中，四艘日本驱逐舰击败了数量和火力远超自己的盟军舰队，保护了两艘运输船的安全并击沉了荷兰皮特·海因号驱逐舰。此役证明了日本海军在夜战中的明显优势，这一优势直到圣乔治角战役才被扭转。

## 背景
1942年2月18日，大日本帝国陆军第48步兵师团的一个营登陆巴厘岛，而此时荷兰海军上将卡雷尔·多尔曼的部队正散布在印度尼西亚各处。由于日军将建立空军基地，其作战范围覆盖位于泗水的ABDA海军基地，因此多尔曼立刻派出了所有可用舰艇。由于事发突然，盟军舰艇并未能完全集结。

## 战斗过程
最先开战的盟军舰艇是海狼号潜艇和楚恩特号潜艇。2月18日，两潜艇同时向日本护航队发起攻击，但未造成对方损坏，还被日本驱逐舰的深水炸弹驱离。当天晚些时候，美国陆军航空军的20架飞机向日本护舰队发起攻击，但仅造成一艘运输船受损。
日军意识到护航队还将遭受攻击，因此马上向北撤离。长良号轻巡洋舰、若叶号驱逐舰、初霜号驱逐舰和子日号驱逐舰都成功撤离，因此未参与此次战役。最后离开的是两艘运输船，每艘运输船由两艘驱逐舰护卫，这四艘驱逐舰分别是朝潮号驱逐舰、大潮号驱逐舰、满潮号驱逐舰和荒潮号驱逐舰。
2月19日22时，由德·鲁伊特号轻巡洋舰、爪哇号轻巡洋舰、约翰·D·福特号驱逐舰、波普号驱逐舰和皮特·海因号驱逐舰组成的盟军第一批舰队在巴塘海峡发现了日军，22时25分向日军开火，但交火中双方没有舰艇受伤。两艘盟军巡洋舰继续穿越海峡，为驱逐舰发射鱼雷让出空间，皮特·海因号、波普号和约翰·D·福特号随后进入范围。22时40分，朝潮号发射的一枚九三式鱼雷击中皮特·海因号并使其迅速下沉。朝潮号和大潮号与波普号和约翰·D·福特号继续交火，最终两艘美国军舰被驱离。
黑暗中，朝潮号和大潮号错将对方当作敌舰进行了几分钟的交火，但没有造成损伤。
三个小时后，由特龙普号轻巡洋舰、约翰·D·爱德华兹号驱逐舰、帕罗特号驱逐舰、皮尔斯伯里号驱逐舰和斯图尔特号驱逐舰组成的盟军第二批舰队抵达巴塘海峡。1时36分，斯图尔特号、皮尔斯伯里号和帕罗特号发射了鱼雷，但未造成损伤。朝潮号和大潮号再次突围并与盟军舰队发生交火。特龙普号被朝潮号发射的130毫米炮弹击中，严重受伤。朝潮号和大潮号也被击中，造成船员死亡。特龙普号随后不得不前往澳大利亚进行维修。
满潮号和荒潮号在阿部俊雄的命令下返回，2时20分左右加入战斗。满潮号被皮尔斯伯里号、约翰·D·爱德华兹号和特龙普号发射的炮弹击中，造成13死83伤。失速的满潮号被拖回，双方其余舰艇返回，战斗结束。

## 战后
由7艘鱼雷艇组成的第三批盟军舰队于6时左右抵达巴塘海峡，但未遭遇日军舰艇。此役，日军取得明显胜利，驱离了数量占优的盟军舰队，击沉皮特·海因号，重伤特龙普号，而自己仅受轻微损伤，保护了运输船。
巴厘岛上600名印度尼西亚民兵未对日军作出抵抗，岛上的机场被完整地占领。

## 脚注
1. ↑  L, Klemen. . Forgotten Campaign: The Dutch East Indies Campaign 1941-1942. 1999–2000  [2014-07-26]. （原始内容存档于2015-07-08）.
2. ↑  L, Klemen. . Forgotten Campaign: The Dutch East Indies Campaign 1941-1942. 1999–2000  [2014-07-26]. （原始内容存档于2017-09-23）.